# Bimbache Jazz y Raíces
Bimbache Jazz y Raíces, fundado en 2005 por Sabine Willmann y Torsten de Winkel, y renombrado Bimbache openART en 2010, es un festival de música en la isla de El Hierro (Islas Canarias), en cuyas convivencias multiculturales participan músicos de los cinco continentes, creando una fusión del folclore tradicional de El Hierro, estilos tradicionales de todo el mundo y el jazz. Este proyecto, recomendado por el Centro Unesco de Canarias, se entiendo como un módulo en el esfuerzo del Cabildo de El Hierro de convertir la isla en un faro para la sostenibildad: el formato del Festival implica un "Laboratorio de la Condición Humana" en cual se experimenta con los requisitos de una convivencia multicultural.
El disco "Bimbache Jazz y Raíces - La Condición Humana", producido por el reconocido guitarrista y compositor alemán Torsten de Winkel, fue el proyecto musical mejor valorado por el Gobierno de Canarias en 2007. La lista de participantes incluía a María Mérida, Gregoire Maret, Kike Perdomo, José Luis Sánchez de Los Panchos, Hellmut Hattler, Kai Eckhardt, Gwilym Simcock, Nantha Kumar, José Antonio de Los Sabandeños y miembros de las agrupaciones folclóricas herreñas Tejeguate, Sabinosa y Joapira. 
El Festival incluye un "Laboratorio Formativo" bajo el patrocinio del Gobierno de Canarias y el Cabildo de El Hierro abierto a músicos de todas las islas canarias, y ofertas formativas impartidas por destacados representantes de estilos provenientes de los cinco continentes, entre ellos el Gnawa de Marruecos, la música clásica de la India, el jazz, músicas latinoamericanas, música electrónica y otros.
Entre 2008 y 2019, los laboratorios del festival contaron con las contribuciones de Luisa Machado, Fabiola Socas y Alberto Méndez "Naranja" (Islas Canarias), Amit Mishra (India), Jorge Pardo (España), Maalem Abdeslam Alikane y Achraf El Idrissi (Marruecos), Nadishana (Rusia), Hermanos Thioune (Senegal), Mariem Hassan (Sáhara Occidental), Rico Loop y Tobias Backhaus (Alemania), Leandro Saint-Hill (Cuba) y Rodrigo Villalón (Colombia), entre otros. 
Bajo la dirección de Torsten de Winkel, el Bimbache openART Festival Ensemble presentó muestras de sus labores anuales en las EXPOs de Zaragoza (2008) y de Yeosu (2012) y en festivales importantes en Berlín, Hamburgo, Nanjing, Copenhague y Nueva York.